# Wahan Ke Log
Wahan Ke Log là một bộ phim khoa học viễn tưởng tiếng Hindi phát hành vào năm 1967. Bộ phim do NA Ansari làm đạo diễn, phim có sự tham gia của các ngôi sao Pradeep Kumar, Tanuja và Johnny Walker. Đây là một trong những bộ phim khoa học viễn tưởng đầu tiên được sản xuất ở Ấn Độ, kể câu chuyện về một mối đe dọa từ sao Hỏa đối với Ấn Độ bởi những người ngoài hành tinh từ vũ trụ với ý định cướp kim cương từ những người giàu có. Phim được thực hiện với kinh phí thấp, và đã được quảng cáo với khẩu hiệu "Những vị khách lạ từ sao Hỏa đang trên đường đến".

## Âm mưu
Đặc vụ Rakesh được Giám đốc Sheikh của Cục Tình báo Trung ương giao nhiệm vụ điều tra vụ án giết Dinanath từ Karolbagh, với suy đoán có thể có sự tham gia của người ngoài hành tinh từ Sao Hỏa. Rakesh, một nhân vật sống với mẹ và sắp kết hôn với người vợ chưa cưới Anita, bắt đầu cuộc hành trình đến Bombay cùng với thám tử tư Neelkanth, từ Cơ quan Thám tử Blue Bird.

## Diễn viên
Dàn diễn viên tham gia phim bao gồm:
- Pradeep Kumar vai Đặc vụ Rakesh / Hoàng tử Ranvir Singh
- Tanuja vai Anita
- Johnny Walker vai Neelkanth
- Shobhna Samarth vai Mẹ của Rakesh
- DK Sapru vai Trưởng Sheikh
- Neelofar vai Margaret/Anita
- Nisar Ahmad Ansari vai GS. Anil C. Chakravarty
- Hari Shukla vai Dwarka Prasad - bố của Anita
- Bela Bose vai Sophia
- Champak Lal
- Laxmi Chhaya

## Nhạc phim
Nhạc phim do C. Ramchandra sáng tác. Lời bài hát được viết bởi Shakeel Badayuni. Danh sách các bài hát:
1. "Zindagi Ka Nasha Halka Halka Surur" - Asha Bhosle
2. "Wo Pyara Pyara Pyara Chanda" - Mahendra Kapoor
3. "Hum Tumhari Nazar Ke Mare Hai" - Asha Bhosle
4. "Tum Kitni Khoobsurat Ho Chand DekheTumhe" - Mahendra Kapoor
5. "Hum Tujhse Mohabbat Karke Sanam" - Mukesh

## Tiếp nhận
Một bài đánh giá của tạp chí Link đã chỉ trích bộ phim, họ viết: "Sự khả tin không phải là sở trường của phim và có rất ít độ sâu để phân biệt nó với những sản phẩm phim Bombay khác đã được biết đến, đó là phát hành dưới nhiều nhãn hiệu khác nhau". Đây là một trong những bộ phim khoa học viễn tưởng duy nhất của Ấn Độ, bộ phim này đã được một số học giả nhắc đến. Theo Sami Ahmad Khan, tác giả của cuốn tiểu luận Bollywood's Encounters with the Third Kind, thì bộ phim Wahan Ke Log dường như đã lấy cảm hứng từ Chiến tranh Trung-Ấn diễn ra 5 năm trước đó, mặc dù nội dung không đề cập đến Trung Quốc trong phim. Tờ Times of India đã liệt bộ phim này là một trong những "phim hạng C siêu hạng" của Ấn Độ, đồng thời chê bai nó là bộ phim khoa học viễn tưởng tệ nhất của Ấn Độ. Tuy nhiên, một bài đánh giá sau đó của The Hindu đã gọi nó là "một bộ phim khác thường, một sự pha trộn thú vị giữa một hồn ma và những người ngoài hành tinh ăn trộm".